# Krystyna Skowrońska
Krystyna Skowrońska z domu Dudek (ur. 22 lipca 1954 w Mielcu) – polska polityk i samorządowiec, posłanka na Sejm IV, V, VI, VII, VIII, IX i X kadencji.

## Życiorys
Ukończyła studia na Wydziale Prawa i Administracji Uniwersytetu Marii Curie-Skłodowskiej (filii w Rzeszowie). Od 1979 pracowała w bankach spółdzielczych, w 1992 została prezesem zarządu Banku Spółdzielczego w Przecławiu. W latach 1998–2001 pełniła funkcję członka zarządu powiatu mieleckiego.
Od 2001 sprawuje mandat poselski z listy Platformy Obywatelskiej w okręgu rzeszowskim. W Sejmie V kadencji pełniła funkcję zastępczyni przewodniczącego Komisji Regulaminowej i Spraw Poselskich oraz była członkinią Komisji Finansów Publicznych. W wyborach parlamentarnych w 2007 po raz trzeci została wybrana na posłankę, otrzymując 33 557 głosów. W wyborach w 2011 z powodzeniem ubiegała się o reelekcję – swój głos oddały na nią 25 174 osoby. W Sejmie VI i VII kadencji była zastępczynią przewodniczącego Komisji Finansów Publicznych, a następnie objęła jej kierownictwo po Dariuszu Rosatim. W wyborach do Parlamentu Europejskiego w 2014 startowała z listy PO w okręgu nr 9 w Rzeszowie, jednak nie uzyskała mandatu eurodeputowanej, zdobywając 11 585 głosów.
Odznaczona Medalem Honorowym im. Józefa Tuliszkowskiego (2010). W 2014 tygodnik „Polityka” na podstawie rankingu przeprowadzonego wśród polskich dziennikarzy parlamentarnych wymienił ją wśród 10 najlepszych posłów w tym roku, podkreślając specjalizację w sprawach finansów publicznych i ochrony zdrowia.
W wyborach w 2015 została ponownie wybrana do Sejmu, otrzymując 23 576 głosów. W Sejmie VIII kadencji była zastępcą przewodniczącego Komisji Finansów Publicznych oraz członkinią Komisji Gospodarki i Rozwoju. W wyborach do Parlamentu Europejskiego w 2019 bezskutecznie ubiegała się o mandat europosła. W wyborach krajowych w tym samym roku uzyskała natomiast mandat posłanki IX kadencji, kandydując z ramienia Koalicji Obywatelskiej i otrzymując 16 903 głosy. Utrzymała go również w wyniku wyborów w 2023 (zdobywając wówczas 14 901 głosów).

## Wyniki w wyborach ogólnopolskich
| Wybory | Komitet wyborczy                   | Komitet wyborczy      | Organ                            | Okręg          | Wynik          |
| ------ | ---------------------------------- | --------------------- | -------------------------------- | -------------- | -------------- |
| 2001   |                                    | Platforma Obywatelska | Sejm IV kadencji                 | nr 23          | 3894 (0,92%)   |
| 2005   | Sejm V kadencji                    | Platforma Obywatelska | 16 479 (4,09%)                   | nr 23          |                |
| 2007   | Sejm VI kadencji                   | Platforma Obywatelska | 33 557 (6,83%)                   | nr 23          |                |
| 2011   | Sejm VII kadencji                  | Platforma Obywatelska | 25 174 (5,50%)                   | nr 23          |                |
| 2014   | Parlament Europejski VIII kadencji | Platforma Obywatelska | nr 9                             | 11 585 (2,91%) |                |
| 2015   | Sejm VIII kadencji                 | Platforma Obywatelska | nr 23                            | 23 576 (4,65%) |                |
| 2019   |                                    | Koalicja Europejska   | Parlament Europejski IX kadencji | nr 9           | 36 997 (4,96%) |
| 2019   |                                    | Koalicja Obywatelska  | Sejm IX kadencji                 | nr 23          | 16 903 (2,87%) |
| 2023   | Sejm X kadencji                    | Koalicja Obywatelska  | 14 901 (2,21%)                   | nr 23          |                |

## Życie prywatne
Córka Józefa i Heleny. Zamężna z Markiem; matka jednego dziecka.